# École Rocca al Mare
 (juin 2021).
 (juin 2021).
La mise en forme du texte ne suit pas les recommandations de Wikipédia : il faut le « wikifier ».
Les points d'amélioration suivants sont les cas les plus fréquents :
- Les titres sont pré-formatés par le logiciel. Ils ne sont ni en capitales, ni en gras.
- Le texte ne doit pas être écrit en capitales (les noms de famille non plus), ni en gras, ni en italique, ni en « petit »…
- Le gras n'est utilisé que pour surligner le titre de l'article dans l'introduction, une seule fois.
- L'italique est rarement utilisé : mots en langue étrangère, titres d'œuvres, noms de bateaux, etc.
- Les citations ne sont pas en italique mais en corps de texte normal. Elles sont entourées par des guillemets français : « et ».
- Les listes à puces sont à éviter, des paragraphes rédigés étant largement préférés. Les tableaux sont à réserver à la présentation de données structurées (résultats, etc.).
- Les appels de note de bas de page (petits chiffres en exposant, introduits par l'outil «  Source ») sont à placer entre la fin de phrase et le point final[comme ça].
- Les liens internes (vers d'autres articles de Wikipédia) sont à choisir avec parcimonie. Créez des liens vers des articles approfondissant le sujet. Les termes génériques sans rapport avec le sujet sont à éviter, ainsi que les répétitions de liens vers un même terme.
- Les liens externes sont à placer uniquement dans une section « Liens externes », à la fin de l'article. Ces liens sont à choisir avec parcimonie suivant les règles définies. Si un lien sert de source à l'article, son insertion dans le texte est à faire par les notes de bas de page.
- La présentation des références doit suivre les conventions bibliographiques. Il est recommandé d'utiliser les modèles {{Ouvrage}}, {{Chapitre}}, {{Article}}, {{Lien web}} et/ou {{Bibliographie}}. Le mode d'édition visuel peut mettre en forme automatiquement les références.
- Insérer une infobox (cadre d'informations à droite) n'est pas obligatoire pour parachever la mise en page.

Pour une aide détaillée, merci de consulter Aide:Wikification.
Si vous pensez que ces points ont été résolus, vous pouvez retirer ce bandeau et améliorer la mise en forme d'un autre article.
L'école Rocca al Mare a été fondée en 2000 par Hannes Tamjärv. Elle est la première école privée ouverte après l’indépendance estonienne de 1991. L’école se compose d’une école primaire, d’un collège et d’un lycée. Il existe différentes écoles liées à la structure principale : l’école de Vodja, dans le manoir de Vodja au centre du pays, Rocca al Mare Espagne, situé dans la ville de Marbella, l’école de Roostiku, et l’école de musique (KuMa muusikakool). Pour l’année scolaire 2020-2021, l’école accueille 960 élèves et propose l’enseignement de 74 matières différentes.

## Organisation de l'enseignement

### L’école primaire
Dans le système scolaire estonien, l'école primaire va de la première classe à la sixième.
En première classe, l’équivalent du CP, l'école propose les langues anglaise, française et allemande. C’est la langue A dans la terminologie du curriculum national estonien. La langue B commence en quatrième classe (CM2). La plupart des enseignants de langue à Rocca al Mare sont des locuteurs natifs. L'apprentissage des langues étrangères y est par ailleurs obligatoire.
L'établissement développe un cursus spécial, basé en partie sur les classes de nature. Deux fois par an, en septembre et en mai, des stages de deux jours dans la nature sont organisés pour pratiquer des activités transversales mêlant géographie, géologie, biologie et d'autres matières scolaires. Pendant ces stages, les élèves se sensibilisent aux questions relatives à la nature, à l’écologie, à l’environnement et aux relations entre l’individu et son milieu. Les classes commencent dès le CP et se terminent en 12ème classe (année de Terminale).

### Le collège
Dans le système estonien, le collège va de la sixième à la neuvième classe.
Tout comme l’école primaire, le collège propose l’apprentissage de langues vivantes dites langues A B ou C. De même, il est possible de participer à des cours axés sur la créativité : la cuisine, l’artisanat, le travail du bois et la poterie/céramique. Ces matières font par ailleurs partie intégrante du curriculum national estonien.

### Le lycée
Le lycée se compose de trois filières : sciences humaines et sociales ; langues et cultures; sciences technologiques. Les élèves peuvent choisir 6 cours optionnels parmi les 28 proposés. Il est à noter que ces cours sont donnés non seulement par des enseignants mais aussi par des membres de la communauté éducative : entrepreneurs, parents, personnel administratif.

### Le jardin d'enfants
Le jardin d'enfants a ouvert en avril 2004 à Veskimöldre. Il appartient à l'école Rocca al Mare et est un jardin d'enfants privé. Sont acceptés les enfants de 2 à 6 ans.
En 2012, le jardin d'enfants a reçu le titre honorifique de « Maternelle d'éducation aux valeurs » (Väärtuskasvatuse lasteaed) délivré par le Centre d'éthique de l'université de Tartu (Tartu Ülikool). Pour l’attribution de ce titre honorifique, sont considérés comme extrêmement importants les éléments suivants : une attitude bienveillante, évaluer et soutenir le caractère unique et les particularités de chaque enfant, la différenciation pédagogique. Le jardin d'enfants Veskimöldre a été créé pour développer la créativité et l’esprit critique chez les enfants tout en formant des citoyens empathiques.

## Les différentes institutions
L'école Rocca al Mare s'étend sur différents campus - l'école de Vodja, l'école de Roostiku, l'école de Rocca al Mare en Espagne et le jardin d’enfants. Ces structures ont des méthodes d'enseignement diverses cherchant à inclure les étudiants ayant des besoins spécifiques.

### École de Vodja
L’école de Vodja (Vodja kool) est un centre d'apprentissage individuel pour enfants à besoins éducatifs particuliers.
Ouverte le 1er septembre 2005, l'école de Vodja fonctionne comme un campus délocalisé est située près de Paide, dans le manoir de Vodja (Vodja mõis). L'école met en place des pédagogies innovantes basées sur la connexion enfants/animaux. Ainsi, l'école compte six chevaux qui aident à enseigner l'art, l'histoire, la musique, la lecture et les mathématiques. Ce programme, appelé « Hobukool » - école par les chevaux - a été largement documenté,.
L'école fonctionne sur une base caritative financée par la communauté éducative : familles, entreprises, dons particuliers. Afin d'améliorer la vie scolaire, une association à but non lucratif de Vodja School VAU (Vodja Avatud Uksed) a été créée.

### Centre espagnol
Le campus de l'école en Espagne a ouvert le 1er septembre 2015 à Marbella. L'école est basée sur le programme national de la république d'Estonie. Le fonctionnement est différent de celui de l'école de Rocca al Mare de Tallinn et est axé sur l'autonomisation de l'apprentissage. L'approche actionnelle et la pédagogie de projet sont privilégiées.

### Roostiku
L’école a ouvert le 1er septembre 2017 à Tiskre, mais est localisée maintenant à Kakumäe. À Roostiku, les enfants étudient de la première à la sixième année. Le système d'apprentissage indépendant est similaire au système scolaire de l'école espagnole, il est basé sur l'autonomisation de l'apprenant et sur l'approche actionnelle et la pédagogie du projet.

### École maternelle et sections préscolaires
L'école maternelle accepte les enfants de 6 à 7 - l'école pré-primaire dans le système estonien. L'école maternelle propose également différents ateliers appelés « cercles » tels que contes de fées, art, anglais et robotique.

## Classe de nature à l'école Rocca al Mare
Puisque l'école Rocca al Mare a été construite en ville, et partant du constat que les générations des années 2000 seraient les premières à ne pas avoir de liens avec la nature estonienne, les fondateurs de l’école ont mis au centre du curriculum l’enseignement des classes de nature (Loodusklass). Les classes de nature sont des leçons et des activités conçues pour développer la vision du monde des élèves et renforcer la relation individu/milieu. Les cours de nature combinent biologie, physique, chimie et géographie.
Ces cours sont obligatoires pour tous les élèves dès le CP.

## Événements
A Rocca Al Mare, de nombreux événements se produisent au cours de l'année scolaire: Roosad Käärid, la célébration de la fête nationale, RaM Tants, et le concert de Noël dans l'église Charles de Tallinn.
RaM Tants est un concours de danse. L'événement attire plus de 300 artistes et presque autant de spectateurs.
Roosad Käärid est un défilé de mode mettant à l’honneur les jeunes créateurs et créatrices. L’événement scolaire, qui a plus de quinze ans, s'est popularisé et a été, chaque année, de plus en plus médiatisé. D'autres écoles se sont jointes au défilé Roosad Käärid qui est devenu un concours de mode estonien.

## Activités extra-scolaires
L'école Rocca al Mare offre de nombreuses activités extra-scolaires. Les élèves peuvent pratiquer de nombreux sports. De nombreux anciens élèves sont devenus sportifs professionnels; parmi eux des footballeurs, des nageurs comme Margaret Markvardt et d'autres athlètes.
L’école a aussi une école de musique dont le nom est KuMa muusikakool. Il y est possible d’apprendre le solfège et un instrument. L'école de musique, bien que faisant partie de Rocca al Mare a un fonctionnement indépendant et se déroule après les heures d'enseignement.
A l’école Rocca al Mare, des professeurs, des parents et des amateurs de danse participent à un groupe de danse folklorique, Rocca al Mare Kooli Tantsusõbrad. Rocca al Mare Kooli Tantsusõbrad porte des costumes folkloriques. Le groupe est allé au festival de danse estonien (Üldtantsupidu).
L'école Rocca al Mare a une chorale d'enfants et un chœur de jeunes adolescents. L’ensemble vocal du lycée, quant-à-lui s’appelle Õunake et participe régulièrement au festival national estonien de la chanson (Üldaulupidu). Le festival est classé au patrimoine mondial immatériel de l'UNESCO. Il s’agit du festival national de la chanson regroupant les meilleures chorales et orchestres à vent. Le festival a lieu tous les cinq ans à Tallinn à Lauluväljak.

## Récompenses
Chaque année, l'école Rocca al Mare présente ses candidats au concours national d'éducateurs « Eestimaa õpib ja tänab » et au concours “Aasta õpetaja” du Conseil de l'éducation du comté de Tallinn et Järva, qui récompensent des enseignants et des étudiants exceptionnels. Le but de la reconnaissance est de remarquer et de reconnaître l'excellent travail des enseignants.
En 2013, le projet de classe nature Rocca al Mare (loodusklass) a été finaliste de « Eestimaa õpib ja tänab » dans la catégorie « Aasta tegu hariduses ».
En 2017, le concours éducatif « Eestimaa õpib ja tänab », a nommé l’infirmière de l’école finaliste de la catégorie « Aasta suunaja » et le curriculum des cours de gastronomie a été finaliste de la catégorie « Haridusasutuse aasta tegu ».
Individuellement, les enseignants de Rocca al Mare ont été élus « meilleur enseignant de l’année » :
- 2009 - Tallinna innovaatiline õpetaja
- 2013 - Tallinna aasta õpetaja
- 2016 - Tallinna aasta õpetaja
- 2016 - Järvamaa aasta õpetaja
- 2017 - Tallinna aasta õpetaja
- 2018 - Tallinna aasta gümnaasiumiõpetaja
- 2018 - Tallinna aasta klassijuhataja
- 2018 - Järvamaa aasta õpetaja
- 2019 - Tallinna aasta õpetaja
- 2019 - Tallinna aasta gümnaasiumiõpetaja
- 2020 - Tallinna aasta gümnaasiumiõpetaja
- 2015-2020 - L'école a reçu le prix[27] pour la mise en place du programme KiVa dans l'établissement.

- Les élèves de l'école RaM en 2012 et 2013 ont été choisis comme élèves de l'année à Tallinn.